# Elsa Hegnauer-Denner
Elsa Hegnauer-Denner (* 30. April 1917 in Zürich; † 31. August 2008 in Widen, heimatberechtigt in Seengen) war eine Schweizer Bildhauerin, Zeichnerin, Malerin, Illustratorin, Performerin und Aktionskünstlerin.

## Leben und Werk

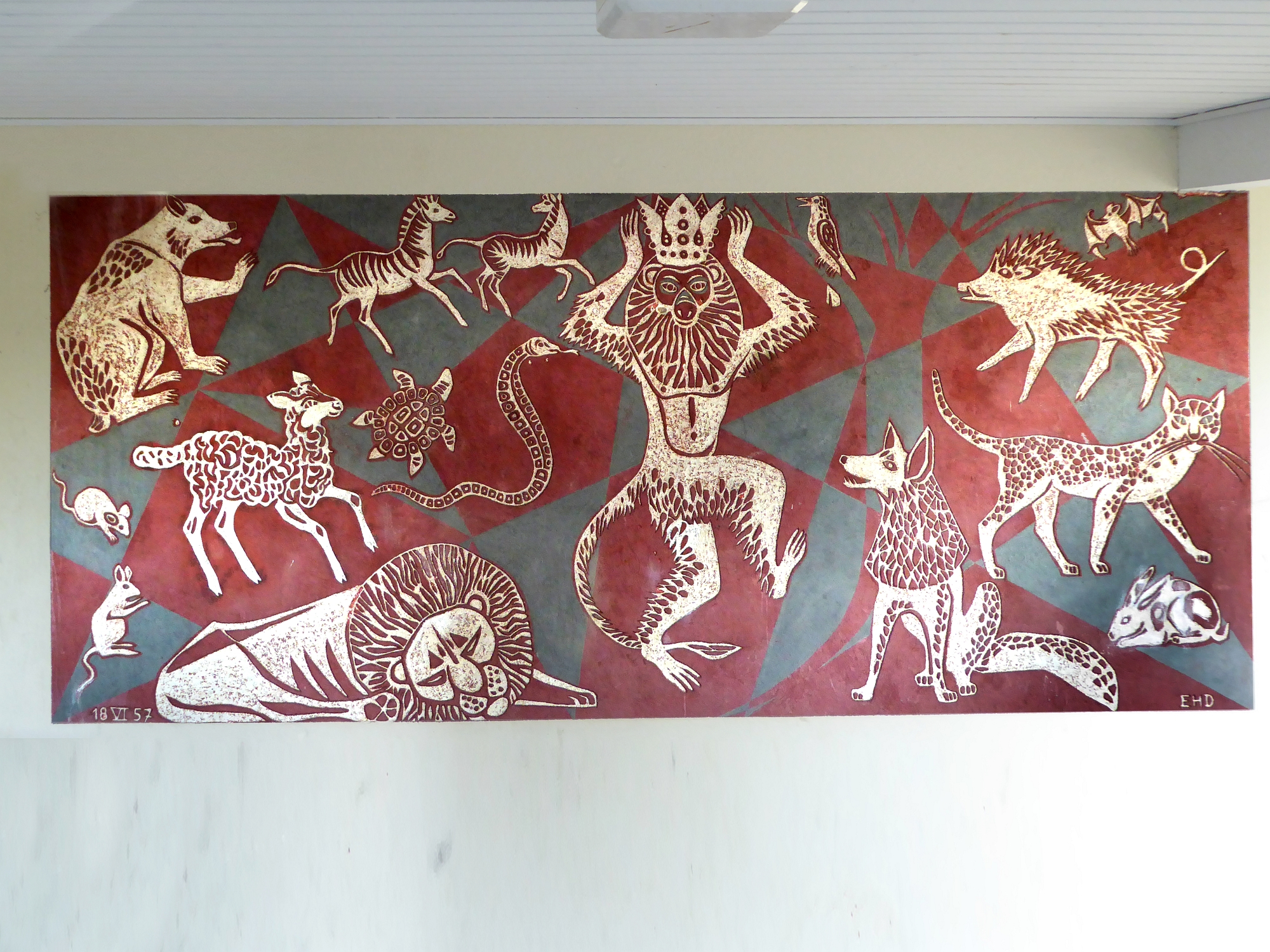
1957, Reigen der 16 Tiere, Hexmatt-Kindergarten. Pratteln

Elsa Hegnauer-Denner besuchte die Kunstgewerbeschule Zürich und war anschliessend für ein Jahr eine Schülerin beim Bildhauer Hans Gisler. Danach setzte sie ihre Ausbildung fort an der Académie des Beaux Arts in Genf und weitere fünf Jahre an der Académie Ransons in Paris. Während des Zweiten Weltkrieges unterrichtete sie als Zeichenlehrerin an der Kunstgewerbeschule Zürich. 1945 heiratete sie Hans Hegnauer. Nach der Geburt ihres Sohnes zog die Familie nach Pratteln, wo sie u. a. 1957 das Wandbild Reigen der 16 Tiere für den Hexmatt-Kindergarten schuf.
Elsa Hegnauer-Denner besuchte Lithografie-Kurse an der Allgemeinen Gewerbeschule Basel und veröffentlichte verschiedene Arbeiten. Ab 1957 lebte die Familie in Kuba. In Folge der Revolutionswirren kehrte die Familie 1960 in die Schweiz zurück. 1963 zog die Familie nach Zufikon.
Elsa Hegnauer-Denner war von 1948 bis 2000 Mitglied der Schweizerischen Gesellschaft Bildender Künstlerinnen. 1990 gab sie ihr Liederbuch Die viersprachige Schweiz in Bildern und Liedern gesammelt und gezeichnet von Elsy Hegnauer-Denner heraus.